# James Aubrey
James Aubrey (Klagenfurt, 28 agosto 1947 – Sleaford, 6 aprile 2010) è stato un attore britannico.

## Filmografia parziale

### Cinema
- Il signore delle mosche (Lord of the Flies), regia di Peter Brook (1963)
- Galileo, regia di Joseph Losey (1975)
- Delirium House - La casa del delirio (Terror), regia di Norman J. Warren (1978)
- La grande truffa del rock'n'roll (The Great Rock 'n' Roll Swindle), regia di Julien Temple (1980)
- Miriam si sveglia a mezzanotte (The Hunger), regia di Tony Scott (1983)
- Grido di libertà (Cry Freedom), regia di Richard Attenborough (1987)
- La cosa degli abissi (The Rift), regia di Juan Piquer Simón (1990)
- Spy Game, regia di Tony Scott (2001)

### Televisione
- Bouquet of Barbed Wire (1977)
- The Men's Room (1991)